# Creoleon plumbeus
Creoleon plumbeus is een insect uit de familie van de mierenleeuwen (Myrmeleontidae), die tot de orde netvleugeligen (Neuroptera) behoort. 
Creoleon plumbeus is voor het eerst wetenschappelijk beschreven door Olivier in 1811.